# Nombre de equipo
Un nombre de equipo (o Hostname), es un nombre único y relativamente informal que se le da a un dispositivo conectado a una red informática. Puede ser un ordenador, un servidor de ficheros, un dispositivo de almacenamiento por red, una máquina de fax, impresora, etc.
En Internet, generalmente se trabaja con equipos funcionando como servidores (hosts), en estos casos el equivalente para «nombre de equipo» en inglés sería hostname. Estos servidores siempre tienen una dirección IP asignada.
Descontando las extensiones (.com, .org, .net), las direcciones URL de los sitios  web (https://), son en realidad una serie de nombre de equipos separados por puntos. Entre los que distingue el «nombre de dominio» (en inglés: domain name /dominio de internet) los que van al final de la dirección y a continuación del nombre del servidor al que se está conectando (hostname). A diferencia de los servidores, estos «dominios» pueden no tener una dirección IP asociada.
Este nombre ayuda al administrador de la red a identificar las máquinas sin tener que memorizar una dirección IP para cada una de ellas.

## Ejemplos
Un nombre de equipo suele ser una palabra sencilla (como un apodo), elegido por el administrador. Es libre de dar tanto nombres descriptivos (recepción), como creativos (ptt, urano), como números (pc05), como cualquier otro.
Muchos servidores llevan por nombre el servicio que ofrecen; por ejemplo www, proxy o ftp. Esto hace más fácil el acceso externo (una vez configurado el DNS), ya que cuando se escribe www.dominio.com, el visitante está pidiendo contactar con la máquina de nombre www asociado a la (sub)red llamada dominio.com.
Casi todos los sistemas operativos incluyen un nombre predeterminado para referirse al ordenador local / propio: localhost y siempre se puede usar, aunque se le haya asignado otro nombre de equipo.

## En Internet
El nombre de equipo decidido por el administrador no es visible en Internet. En cambio, cada ordenador tiene un nombre de dominio completamente cualificado (FQDN), que se compone del nombre de equipo y del nombre de dominio.
Por ejemplo, en https://es.wikipedia.org, es es el nombre de equipo, y wikipedia.org es el nombre del dominio.
Este tipo de cambios no los controla libremente el administrador de cada red, sino que debe usar una empresa de registro de dominios para que modifiquen los servidores DNS.